# محمد سلمان مكي
محمد سلمان مكي (3 أكتوبر 1980) لاعب كرة قدم بحريني يلعب حاليا لصالح نادي الدرجة الأولى الرفاع الشرقي البحريني في مركز المهاجم من 2014 كما يجيد اللعب في مركزي الجناح الأيمن والوسط المهاجم.

## الإنجازات

### الرفاع
- الدوري البحريني الممتاز (2): 2003، 2005
- كأس ملك البحرين (1): 2010
- كأس ولي العهد (3): 2003، 2004، 2005
- كأس الاتحاد البحريني (1): 2004

### الرفاع الشرقي
- كأس ملك البحرين (1): 2014